# Mario Albertini (nuotatore)
Mario Albertini (Pavia, 11 marzo 1885 – Pavia, 17 agosto 1957) è stato un nuotatore italiano.

## Carriera
Ai campionati italiani a partire dal 1902 vinse la gara del miglio marino e dal 1904 quella dello stadio e nel nuoto sul fianco, stile che non viene più usato in competizioni ufficiali. Non si disputavano ancora gare su quelle che sarebbero divenute le classiche distanze olimpiche. Nel 1906 partecipò alle gare di nuoto delle Giochi olimpici intermedi di Atene del 1906, unico nuotatore italiano, gareggiando nei 100 m stile libero, dove si ritirò al primo turno, e nel 1 miglio stile libero, ritirandosi però anche in quella gara. Nel settembre dello stesso anno ha vinto i suoi ultimi tre titoli ai campionati italiani.

## Palmarès
| Giochi Olimpici   | 100 m st. libero | miglio st. libero |
| 1906 Atene Grecia | ritirato '       | ritirato '        |

### Campionati italiani
9 titoli individuali, così ripartiti:
- 3 nello stadio
- 4 nel miglio
- 1 nel fondo
- 1 nei 100 m sul fianco

| Anno | Edizione | st. libero stadio | st. libero miglio | st. libero fondo | nuoto sul fianco 100 m |
| ---- | -------- | ----------------- | ----------------- | ---------------- | ---------------------- |
| 1902 | Assoluti | -                 | 1                 | nd               | nd                     |
| 1904 | Assoluti | 1                 | 1                 | nd               | 1                      |
| 1905 | Assoluti | 1                 | 1                 | nd               | -                      |
| 1906 | Assoluti | 1                 | 1                 | 1                | nd                     |